# Thomas Ricketts
Thomas "Tommy" Ricketts (Middle Arm, 15 april 1901 – St. John's, 10 februari 1967) was een Newfoundlands soldaat die tijdens de Eerste Wereldoorlog meevocht op Europese bodem. Hij ontving het Victoria Cross, de hoogste en meest prestigieuze onderscheiding voor dapperheid tegenover de vijand die kan worden toegekend aan Britse en Commonwealth-troepen. Ricketts ontving het Victoria Cross op 17-jarige leeftijd, waarmee hij de jongste persoon ooit is die de onderscheiding ontving wegens bewezen moed op het slagveld.

## Victoria Cross
Thomas Ricketts diende als 17-jarige in het 1e bataljon van het Royal Newfoundland Regiment op Belgische bodem. Daar deed hij op 18 oktober 1918 op het grondgebied van Sint-Eloois-Winkel (nabij Ledegem) een heldhaftige actie die niet alleen zijn regiment redde, maar ook tot de gevangenneming van 8 Duitsers leidde. The London Gazette beschreef deze op 6 januari 1919 als volgt (vertaling):
Tijdens de opmars vanuit Ledegem (België) werd de aanval tijdelijk opgehouden door hevig vijandig vuur en het bataljon waartoe hij behoorde, leed zware verliezen door geschut van een batterij op korte afstand. Soldaat Ricketts bood zich vrijwillig aan om door te gaan met zijn sectiecommandant en een Lewis Gun om te proberen de batterij te flankeren. Ze rukten op door verscheidene korte bestormingen, terwijl ze blootgesteld werden aan hevig vuur van vijandelijke machinegeweren.

Na 300 meter afgelegd te hebben, vielen ze zonder munitie. De vijand zag een kans om hun veldkanonnen weg te krijgen en begon hun kanonniers in positie te brengen. Soldaat Ricketts realiseerde zich meteen de situatie. Hij keerde 100 meter terug, nam een hoeveelheid munitie en stormde terug naar de Lewis Gun, en door zeer nauwkeurig geschut dreef hij de vijandelijke troepen een boerderij in. Zijn peloton rukte vervolgens zonder slachtoffers op en veroverde vier veldkanonnen en vier machinegeweren en kon acht man gevangennemen. Een vijfde veldkanon werd vervolgens door vuur onderschept en gevangengenomen. Door zijn koelbloedigheid bij het anticiperen op de intentie van de vijand en zijn uiterste minachting voor persoonlijke veiligheid, verzekerde Soldaat Ricketts de verdere voorraad munitie, hetgeen direct resulteerde in deze belangrijke verovering en ongetwijfeld vele levens redde.— The London Gazette, 6 januari 1919
Ricketts ontving het Victoria Cross voor deze moedige onderneming uit handen van koning George V van het Verenigd Koninkrijk op 19 januari 1919. Daarmee was hij de jongste persoon ooit die de onderscheiding ontving voor een heldendaad op het slagveld. Later dat jaar ontving hij ook het Franse Croix de Guerre.

## Na de oorlog
Na de oorlog keerde Ricketts terug naar Newfoundland. Hij studeerde er farmacie en opende daarna een apotheek op Water Street, de hoofdstraat van de provinciehoofdstad St. John's. Op 10 februari 1967 overleed hij aldaar op 66-jarige leeftijd. Hij kreeg daarop een staatsbegrafenis.

## Postume erkenning

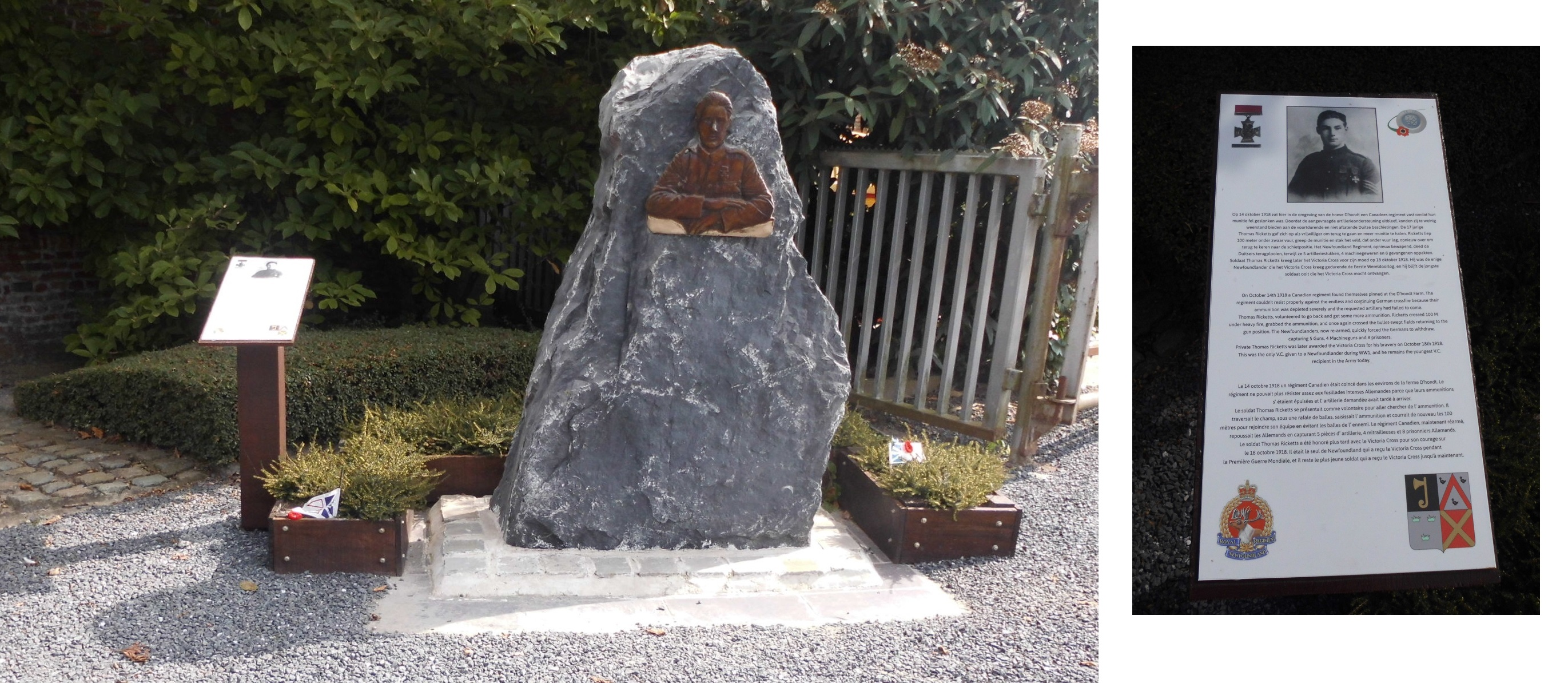
Monument en infobord tere ere van Thomas Ricketts in Sint-Eloois-Winkel

Zijn medailles worden tentoongesteld in The Rooms in St. John's. De sporthal van Baie Verte, nabij z'n geboortedorp, werd naar hem vernoemd. In Conception Bay South, een gemeente in de agglomeratie van St. John's, opende in 2018 daarenboven het Thomas Ricketts Memorial Peace Park.
Ook in Sint-Eloois-Winkel, op de plaats waar alles zich afspeelde, kreeg Ricketts een monument met gedenkteken. Bij de officiële inhuldiging in 2018 was er, net als een jaar eerder, een officiële Canadese delegatie aanwezig. Ricketts wordt daarnaast ook vermeld op een gedenkbord bij de Newfoundland Memorial Kortrijk. 